# Anton Fahne
Anton F. Fahne, né le 28 février 1805 à Münster et mort le 12 janvier 1883 au château de Fahnenburg à Rath, arrondissement de Düsseldorf (de), est un juriste prussien qui est également historien, généalogiste, écrivain et collectionneur d'art. Ses œuvres témoignent d'un patriotisme local et d'une vision positiviste de l'histoire, mais ne permettent pas une classification politique claire. De son vivant déjà, Anton se voyait souvent reprocher des représentations faussées. Malgré cela, ses travaux généalogiques et historiques sont encore aujourd'hui cités assez fréquemment et souvent sans critique.

## Biographie
Anton Fahne étudie au lycée de Münster. Il commence ensuite une formation commerciale, mais se tourne rapidement vers des études de médecine à l'Université de Bonn. Il suit également des cours de la faculté de philosophie, notamment en ce qui concerne l'histoire. Après avoir voyagé en passant par Wurtzbourg, Bamberg, Prague et Dresde, il se rend à l'université de Berlin pour étudier le droit. En 1829, Anton Fahne retourne à Münster et passa son examen d'auscultation. C'est lors d'un voyage dans le sud de la France en 1831 qu'il écrit sa première œuvre littéraire, Bilder aus Südfrankreich. Après avoir passé avec succès l'examen d'avocat stagiaire, il est employé à Ehrenbreitstein par le sénat de justice. En 1834, Anton Fahne se rend à Düsseldorf et commence à travailler en 1836 comme juge de la justice de paix à Juliers. En 1838, il occupe le même poste à Bensberg. En 1842, Anton Fahne prend un congé d'une durée indéterminée « afin de régler des situations familiales compliquées et de pouvoir mieux promouvoir les entreprises littéraires qu'il avait commencées ». Depuis lors, il ne se consacre principalement qu'à ses intérêts généalogiques, historiques et de politique locale. En compagnie du poète August Heinrich Hoffmann von Fallersleben et de l'entrepreneur Friedrich Ludwig Tenge, il se rend en Italie en 1844, où il séjourne quelques jours à Rome au début de l'automne.